# Папис Сисе
Папис Демба Сисе (роден на 3 юни 1985 г. в Дакар) е сенегалски футболист, който играе като нападател в Ал Кабила. 